# Karl Rolvaag
Karl Fritjof Rolvaag (Northfield, 18 luglio 1913 – Northfield, 20 dicembre 1990) è stato un politico statunitense. Fu governatore del Minnesota dal 25 marzo 1963 al 2 gennaio 1967.

## Biografia
Nato a Northfield, nel Minnesota, Rolvaag era figlio dello scrittore Ole Edvart Rolvaag, di origini norvegesi. Si laureò ivi al St. Olaf College. In seguito, combatté nella seconda guerra mondiale con il grado di tenente e guidando un carro armato. Dopo la guerra, si trasferì in Norvegia per imparare la politica prima di tornare nel Minnesota. Tornò negli USA, Rolvaag diventò capo del DFL (il partito Democratico del Minnesota).
Nel 1954 si candidò con successo alla carica di vicegovernatore del Minnesota. Dopo aver ricoperto tale carica per otto anni, si candidò alle elezioni per il governo del Minnesota che si tennero il 6 novembre 1962. Il risultato delle elezioni si seppe solo nel marzo 1963 a causa di un riconteggio durato 139 giorni. Queste elezioni furono le più combattute nella storia dello stato tanto che alla fine Rolvaag prevalse per soli 91 voti contro il governatore uscente Elmer Andersen.
Rolvaag fu il primo governatore del Minnesota ha ricoprire un mandato di quattro anni, ma questo periodo fu contrassegnato da molti contrasti tra il governatore democratico e la legislatura controllata dai conservatori. Ciononostante, è ricordato per aver portato a termine le riforme degli istituti per malati mentali. Inoltre, ci fu la riforma degli junior college.
Quando Rolvaag si ricandidò come governatore nel 1966, il suo partito gli negò l'appoggio preferendo il vicegovernatore Sandy Keith. Rolvaag si candidò comunque alle primarie democratiche riuscendo comunque a prevalere, ma venne sconfitto dal repubblicano Harold LeVander nelle elezioni generali a novembre.
Nel 1967, dopo aver lasciato l'incarico, fu nominato ambasciatore degli Stati Uniti in Islanda dal presidente Lyndon Johnson. Nel 1970 tornò in Minnesota dove fu eletto alla commissione pubbliche utilità del Minnesota, lasciò tale incarico nel 1975. Rolvaag rimase fuori dalla vita politica per il resto della sua vita ma aiutò gli altri con i loro problemi di alcolismo, partecipando ad incontri e tenendo conferenze pubbliche sia nella sua città natale, sia in altri luoghi come la Svezia.
Morì nel 1990 nella sua città natale per problemi di cuore.